# Epipactis bruxellensis
Epipactis bruxellensis är en orkidéart som beskrevs av Pierre Delforge. Epipactis bruxellensis ingår i släktet knipprötter, och familjen orkidéer. Inga underarter finns listade i Catalogue of Life.